# Irmãos Andrada
Os Irmãos Andrada são figuras emblemáticas na história do Brasil, especialmente conhecidos por seu papel durante o período da Independência. Eles eram três irmãos: José Bonifácio de Andrada e Silva, Antônio Carlos Ribeiro de Andrada e Silva, e Martim Francisco Ribeiro de Andrada, todos nascidos em Santos, São Paulo.
- José Bonifácio de Andrada e Silva (1763-1838): Conhecido como o "Patriarca da Independência", José Bonifácio foi uma figura central no processo de independência do Brasil. Educado na Europa, onde estudou filosofia, ciências naturais e mineração, ele retornou ao Brasil em 1819 após uma carreira bem-sucedida como cientista em Portugal. Em 1821, tornou-se membro da Assembleia Constituinte portuguesa, mas logo retornou ao Brasil, onde se envolveu ativamente no movimento pela independência. Em 1822, foi nomeado Ministro do Reino e dos Negócios Estrangeiros por Dom Pedro I, desempenhando um papel crucial na consolidação da independência brasileira e na formação do governo do novo país.[1][2][3]
- Antônio Carlos Ribeiro de Andrada (1773-1845): Irmão do meio, Antônio Carlos, também teve uma carreira política notável. Foi deputado, senador e um importante membro da Assembleia Constituinte de 1823. Ele é lembrado por sua eloquência e habilidade oratória, além de sua firme defesa dos princípios constitucionais e republicanos.[3][4][5]
- Martim Francisco Ribeiro de Andrada (1775-1844): O mais jovem dos irmãos, Martim Francisco, igualmente se destacou na política. Foi deputado, senador e ministro da Fazenda, desempenhando um papel significativo na organização financeira do Brasil recém-independente.[3][5][6][7]

Os irmãos Andradas, juntos e individualmente, contribuíram significativamente para o estabelecimento e consolidação da nação brasileira. Eles são lembrados por sua dedicação aos ideais de liberdade e independência, bem como pelo impacto duradouro de suas ações e ideias no desenvolvimento político e social do Brasil.